# Adolf III (hrabia Bergu)
Adolf III (ur. przed 1178, zm. 7 sierpnia 1218 pod Damiettą) – hrabia Bergu od 1189. 

## Życiorys
Adolf był starszym synem hrabiego Bergu Engelberta I i Małgorzaty, córki hrabiego Geldrii Henryka I. Jeszcze za życia swego ojca uczestniczył w kampaniach wojennych prowadzonych przez cesarza Fryderyka I Barbarossę i arcybiskupów Kolonii, m.in. przeciwko Henrykowi Lwu. Hrabstwo Bergu objął po śmierci ojca w 1189 w drodze na wyprawę krzyżową. 
Skutecznie popierał krewnych w próbach opanowania arcybiskupstwa Kolonii. W 1191 opanował je jego stryj Bruno, a po jego rychłej śmierci jego następcą został kuzyn Adolfa, Adolf z Alteny. Wspólnie interweniowali w sporach między hrabią Geldrii Ottonem I i księciem Brabancji Henrykiem I. Adolf wspierał też Ludwika z Loon w walkach przeciwko Wilhelmowi I o władzę w Holandii. 
W sporach o władzę w Rzeszy Adolf razem ze swym kuzynem wspierali Ottona IV z rodu Welfów. Ok. 1205 przeszedł do obozu Hohenstaufów i poparł Filipa Szwabskiego. Wtedy także rozpoczął walki przeciwko sprzyjającemu Welfom następcy Adolfa z Alteny, Brunonowi z Sayn. Po śmierci Filipa oraz Brunona z Sayn na powrót porozumiał się z Ottonem IV. W 1211 wziął udział w krucjacie przeciwko albigensom. Gdy jednak w Nadrenii pojawił się Fryderyk II Hohenstauf, Adolf opowiedział się po jego stronie i ponownie wystąpił przeciwko Ottonowi IV. Zdobył wówczas Kaiserswerth, gdzie uwolnił uwięzionego z rozkazu Ottona przez Kolończyków biskupa Münsteru Ottona z Oldenburga. W efekcie zdołał doprowadzić do wyboru na arcybiskupa Kolonii w 1216 swego młodszego brata Adolfa, Engelberta.
W 1218 Adolf wyruszył na V wyprawę krzyżową. W Egipcie, podczas walk o Damiettę dowodził frankońskim i fryzyjskim rycerstwem. W trakcie oblężenia zmarł – zginął podczas szturmu lub zmarł w wyniku epidemii.
Okres rządów Adolfa to okres największego znaczenia hrabstwa Bergu. Dzięki dobremu wyczuciu przyszłych wypadków dokonywał korzystnych wyborów politycznych, dzięki czemu poszerzał granice swego państwa i zyskiwał gospodarczo. Uzyskał m.in. lenna na terenie obecnego Düsseldorfu. Dokonał pierwszej lokacji spośród hrabiów Bergu – miasta Wipperfürth. Prawdopodobnie rozwijał osadnictwo na terenach leśnych. Wspierał rodowy klasztor Altenberg i zakon joannitów, nadał też zakonowi krzyżackiemu Dieren. Jego udział i śmierć w czasie krucjaty wpisywały się w rodzinną tradycję, zaowocowały jednak końcem dynastii.
Żoną Adolfa była Berta, córka hrabiego Sayn Henryka II. Para miała tylko jedno dziecko, córkę Ermengardę (Irmgardę), która poślubiła księcia Limburgii Henryka IV. Po śmierci Adolfa doszło do konfliktu o dziedzictwo po nim: chciał je objąć jego zięć, jednak hrabstwo zajął brat Adolfa, arcybiskup Engelbert. Ten ostatecznie zdołał sobie zagwarantować dożywotnią władzę w Bergu.